# 竇瓌
竇瓌（？年—98年），扶風郡平陵（今陝西省咸陽西北）人。竇融曾孫、竇憲之弟。東漢羅侯。

## 生平
永元元年（公元89年），漢和帝即位，竇太后臨朝，竇憲以侍中，內幹機密，出宣誥命。漢章帝遺詔任竇篤為虎賁中郎將，竇景、竇瓌為中常侍，竇氏兄弟都在親信顯要的位置。
竇憲、耿秉聯合南匈奴出擊北匈奴，兵鋒一直抵達燕然山，重創北匈奴而還。竇憲被拜為大將軍封武陽侯，食邑二萬戶。耿秉被封為美陽侯。竇憲辭讓不接受，於是竇篤被任命為衛尉，竇景為執金吾，竇瓌為光祿勳。
永元二年（公元90年），詔書封竇憲為冠軍侯，竇篤封為郾侯，竇景為汝陽侯。竇瓌為夏陽侯。唯獨竇憲不肯接受賜封。
永元四年（公元92年），漢和帝命令逮捕竇憲黨羽，謁者僕射沒收竇憲大將軍印綬，改封為冠軍侯，遣竇憲和竇篤、竇景、竇瓌都回封地。竇憲、竇篤、竇景到封地後，都被迫自殺。當初，河南尹張酺屢次依法制裁竇景。竇氏敗亡後，張酺上書說：「竇憲等人身居顯貴的時候，群臣阿諛奉承他們唯恐不及，都說竇憲接受先帝臨終顧命，有伊尹、呂尚的忠誠，甚至將鄧疊的母親比喻為太姒。如今聖上下詔，眾人又都說竇憲等人該當處死，而不顧前後所言考察他們的行為。夏陽侯竇瓌一向忠誠善良，他曾與我交談，常表露出為國盡節之心。他約束賓客，從未違法。我聽說聖明君王之政對親屬的刑罰，能夠赦免三次，寧可寬厚也不可過於刻薄。如今有人建議為竇瓌選派嚴厲的相，我擔心會使竇瓌會遭迫害，必不能保全性命。應只對竇瓌予以寬大，以增厚恩德。」漢和帝被他的言辭所感動，因此只有竇瓌得保全，迁长沙侯。竇氏家族及其賓客因竇憲的關係當官的，一律被免並遣回故鄉。永元五年（公元93年），竇瓌因為貸錢給窮人，遭受譴責，改封羅侯。
永元十年（公元98年），梁棠兄弟奉詔回都，路過長沙，順道威脅竇瓌，逼他自殺。

## 外部鍵結
- 後漢書《欽定四庫全書》本 （页面存档备份，存于）